# Tatort: Machtlos
Machtlos ist ein Fernsehfilm aus der Krimireihe Tatort und der 28. Fall des Duos Ritter und Stark. Die von der Askania Media Filmproduktion produzierte Sendung für den RBB und ARD Degeto wurde am 6. Januar 2013 im Ersten erstausgestrahlt. Die Darstellung der Polizeiarbeit erfolgte in besonders enger Abstimmung mit der Berliner Polizei.

## Handlung
Der neunjährige Benjamin wird von seiner Mutter Linda Steiner zur Wohnung seines Schlagzeuglehrers Jo Schelling gebracht. Nach der vereinbarten Zeit möchte die Mutter ihren Sohn abholen, doch der Musiklehrer öffnet auch nach mehrmaligem Klingeln nicht die Tür. Die zur Hilfe gerufene Polizei findet Schelling gefesselt und geknebelt im Probenraum. Auf die Frage, wo Benjamin sei, antwortet er, Benjamin sei entführt worden.
Die Kommissare Till Ritter und Felix Stark suchen die Eltern des entführten Kindes auf und befragen diese nach privaten Details. Frau Steiner fühlt sich durch die Fragen vernommen und gibt nur auf den ausdrücklichen Wunsch der Beamten weitere Informationen preis. Dabei wird klar, dass die Familie Steiner sehr vermögend ist, da Hermann Steiner zweiter Vorstandsvorsitzender bei der Reling-Bank, einer größeren Privatbank, ist. Sofort stellt sich für Ritter die Frage, ob die Entführung von Benjamin geschäftlicher Natur ist. Die Beamten lassen das Haus von Familie Steiner bewachen und sind Tag und Nacht anwesend. Bei der täglichen Postkontrolle mit der Familie taucht ein Kuvert ohne Absender auf. Der Inhalt ist eine DVD, auf der ein Video von Benjamin zu finden ist. Benjamin verkündet, dass die Lösegeldforderung in zwei Teilen stattfinden soll. Im ersten Teil fordert der Entführer 500.000 Euro. Übergabe: Alexanderplatz, Berlin. Da die finanziellen Mittel der Steiners dies zulassen, wird der geforderte Betrag auf dem Alexanderplatz, der von Polizisten in Zivil überwacht wird, übergeben. Anstatt aber zu flüchten, verteilt der Empfänger das Lösegeld wahllos auf dem Alexanderplatz und lässt sich anschließend widerstandslos von den Kommissaren festnehmen.
Durch Untersuchungen der Kriminalpolizei kann die Identität des Täters festgestellt werden: Es handelt sich um den wohnsitzlosen Uwe Braun, über den keine weiteren Daten wie Internetanschluss oder Bankverbindung ermittelbar sind. Braun weigert sich vor den Kommissaren, den Aufenthaltsort Benjamins preiszugeben und will den zweiten Teil der Lösegeldforderung nur den Eltern des Jungen persönlich sagen. In dieser Gegenüberstellung erkennt Hermann Steiner den Täter wieder, doch Steiner kann sich zunächst nicht entsinnen, woher. Braun teilt den zweiten Teil seiner Forderung mit: Zehn Millionen Euro sollen ihm auf das Präsidium geliefert werden, erst dann wolle er den Aufenthaltsort Benjamins bekanntgeben, dessen Wasservorräte laut Brauns Aussagen mit der Zeit knapp werden. Noch im Vernehmungszimmer kann Steiner durch einen Anruf bei einem ehemaligen Kollegen herausfinden, woher er den Täter kennt. Es handelt sich dabei um einen 20 Jahre zurückliegenden Rechtsstreit. Die Kommissare machen Braun klar, dass er das Präsidium auf keinen Fall mit dem Geld verlassen werde. Brauns Ultimatum führt zu einer extremen Zuspitzung der Situation. In einer dienstlichen Besprechung diagnostiziert die Kriminalpsychologin Weinert, dass es sich bei Braun nicht um einen Psychopathen handele, da er genau wisse, was er tut. Sie ist sich jedoch nicht sicher, ob sie ihm glauben soll, dass dem Kind nur sehr wenig Wasser zur Verfügung steht; sie traut dem Entführer jedoch alles zu. Uwe Braun wird in einer weiteren Vernehmung mit seinem Gewissen konfrontiert: Wie sollen seine Kinder als Kinder eines Mörders weiterleben? Braun gibt hierauf keine Antwort, sondern fordert etwas zu essen und ein Getränk. Lutz Weber, der Braun die Mahlzeit serviert, empört sich darüber, wie er unter diesen Umständen etwas essen und trinken könne.
Im Gespräch der Kommissare mit Belling, dem ehemaligen Rechtsanwalt Brauns, wird klar, um welchen Rechtsstreit es sich vor 20 Jahren handelte. Braun hatte ein Patent angemeldet und ein Unternehmen gegründet. Für diesen Schritt benötigte er einen Kredit von der DSG-Bank, bei der Steiner sein Berater war. Da sich der Unternehmenserfolg verzögerte, kündigte die Bank den Kredit, woraufhin er sein Unternehmen, sein Geld und die Familie verlor. Im Rechtsstreit wurde der Bank vorgeworfen, aus Profitinteresse gehandelt zu haben, vor Gericht hatten Braun und Belling aber keinen Erfolg. Auf das Drängen der Kommissare, den Standort Benjamins preiszugeben, um das Strafmaß zu verringern, antwortet Braun, dass es ihm egal sei, im Gefängnis zu sitzen, da er schon seit Jahren keine Perspektive mehr habe. Der Täter bekräftigt, seine Tat nicht aus Habgier und auch nicht aus Rache an Herrn Steiner ausgeführt zu haben. Diesen Standpunkt stützt er mit seiner Aktion auf dem Alexanderplatz.
Ritter und Stark sind sich in der anschließenden Besprechung sicher, dass Braun sich moralisch im Recht fühlt, was die Fähigkeit, alle Gefühle von sich zu weisen, bestätigen würde. Das Telefonat mit Michael Braun, dem Sohn von Uwe Braun, bringt ans Licht, dass Braun nach dem Zusammenbruch seiner Firma alkoholabhängig war. Nach dem Entzug konnte Michael jedoch noch schlechter mit ihm umgehen als zuvor, weswegen ihm sein Therapeut riet, den Kontakt zum Vater abzubrechen. Auf den Wunsch der Beamten, seinem Vater gegenüberzutreten, bittet er sich Bedenkzeit aus.
Am Nachmittag des folgenden Tages findet eine Besprechung der Ermittler statt, in der berichtet wird, dass Braun von Passanten in Brandenburg gesehen wurde. In der Zwischenzeit reist Michael Braun aus Zürich an, um seinen Vater zur Rede zu stellen. Er selbst weiß aber nicht, wie er nach all den Jahren an ihn herantreten soll. Braun erklärt auf Wunsch seines Sohnes sein angesprochenes Zeichen: Er habe einen Zeitungsartikel über Hermann Steiner gefunden, in dem es um Nahrungsmittelspekulationen der Reling-Bank geht. Laut Braun wurden durch das Verhalten der Bank 40 Millionen Menschen in die Armut getrieben. Insgesamt hungern nun eine Milliarde Menschen auf der Welt. Da Braun um das Vermögen der Steiners weiß, stellt er den Verlust von zehn Millionen Euro für die Familie als nicht schmerzhaft dar. Das Verhör wird unterbrochen, aber noch am selben Tag mit Linda Steiner fortgesetzt. Sie befand sich zuvor im Krankenhaus bei ihrem Mann, der einen Nervenzusammenbruch erlitten hatte.
Linda Steiner entschuldigt sich zu Beginn der Vernehmung im Namen ihres Mannes bei Uwe Braun für die Geschehnisse in der Vergangenheit und für das Verhalten ihres Mannes als junger Bankmanager. Sie schildert dem Täter, dass Benjamin nach zehn Jahren Kinderlosigkeit das größte Glück der Familie sei. Dieses Glück sei jedoch seit der Entführung vorbei. Linda Steiner erklärt, dass die Polizei die Eltern entmündige, sie machtlos mache, da der Anwalt der Familie erklärt hat, dass die Polizei eine Geldübergabe auf dem Präsidium nicht zulassen werde. Somit seien sämtliche Verhandlungen mit dem Entführer sinnlos. Dieser zeigt sich betroffen und greift nach einem Glas Wasser, das auf dem Tisch steht. Linda Steiner herrscht ihn an: „Wagen Sie es nicht, vor mir zu trinken.“ Braun macht der Mutter des entführten Kindes ein Angebot: Er wird das Kind freilassen, wenn sie ihm verspricht, zehn Millionen Euro für gute Zwecke zu spenden. Linda Steiner ist bereit, dies zu tun. Braun gibt den Aufenthaltsort von Benjamin preis, ein altes Haus in einer verlassenen Gegend in Brandenburg. Er beginnt zu weinen und ist fassungslos.
Unverzüglich fliegt Linda Steiner mit einem Hubschrauber gemeinsam mit den Kommissaren und einigen Polizisten zu besagtem Haus. Vor der verriegelten und mit Brettern vernagelten Tür versichert sie den Beamten, das Geld zu spenden, wenn Benjamin noch lebt. Sie finden Benjamin in einem Hinterzimmer – recht komfortabel – mit ausreichend Wasser, Nahrung, einer Schlafgelegenheit sowie Spielen zum Zeitvertreib.

## Rezeption

### Einschaltquoten
Die Erstausstrahlung der Folge am 6. Januar 2013 auf Das Erste erreichte bei der Gesamtheit der Fernsehzuschauer mit 8,01 Millionen Zuschauern einen Marktanteil von 21,1 %. Dieser Tatort schnitt überdurchschnittlich für das Abendprogramm des Ersten ab, unterlag aber dem ZDF-Dreiteiler Das Adlon. Eine Familiensaga.

### Kritiken
„In großen Momenten erinnert dieses leise Kammerspiel an Götz George und Jürgen Hentsch im Totmacher, zu den schwächeren Momenten gehört der Regieeinfall, aus dem persönlichen Motiv des Täters ein politisches werden zu lassen. Trotzdem: ein sehr mutiger Tatort ist das. Wer Klamauk und Krach mag, wird nicht dabeibleiben. Wer die Stille erträgt, wird die Stille genießen.“

„Außergewöhnliche Inszenierung, ein überragender Hauptdarsteller Edgar Selge und ein grandioser Schluss.“

„Dieser ‚Tatort‘ ist ein bewegendes Psychospiel mit Tiefgang, das dadurch überzeugt, dass es sich auf die Machtlosigkeit konzentriert und nicht alles gleichzeitig sein will. So einen Krimi kann man sich in der Wiederholung noch einmal anschauen – die Spannung bleibt.“

„Die Punkte, auf die sich dieser außergewöhnliche Film […] konzentriert, sind die fast bürokratisch anmutende Befragung der Eltern und das zermürbende Verhör mit dem Entführer – und so ist die Arbeit des Berliner Kommissarduos im ‚Tatort. Machtlos‘ sicherlich näher an der Wirklichkeit von Polizeiarbeit angesiedelt, als wir das normalerweise bei deutschen Fernsehproduktionen erleben. Der Plot scheint unglaublich, wirkt wegen der sozialkritischen Brisanz, die dem Motiv des Täters zugrunde liegt, aber lange in einem nach.“